# Этнедал
Этнедал (норв. Etnedal) — коммуна в губернии Оппланн в Норвегии. Административный центр коммуны — город Бруфлат. Официальный язык коммуны — нейтральный. Население коммуны на 2007 год составляло 1388 чел. Площадь коммуны Этнедал — 459,15 км², код-идентификатор — 0541.

## История населения коммуны
Население коммуны за последние 60 лет.

Статистика коммуны Этнедал